# Panguna
Panguna est une ville de Papouasie-Nouvelle-Guinée située sur l'île de Bougainville. Elle abrite une mine de cuivre, désaffectée depuis le début des années 1990, qui était la plus grande mine de cuivre à ciel ouvert du monde. Cette mine est un des facteurs de l'instabilité qu'a connue l'île dans les années 1980 et 90.